# Licenckompatibilitás
A licenckompatibilitás problémája a számítógépes programok vagy szoftverek licenceinek összeférhetőségére vagy összeférhetetlenségére vonatkozik. Az egymással nem kompatibilis licenccel terjesztett különböző szoftvercsomagok forráskódját nem lehet kombinálni új szoftver kifejlesztése során.
Az egyik legegyszerűbb példa a licencek kompatibilitási problémájára, amikor az egyik szoftvercsomag licence megemlíti, hogy a forráskód bármilyen megváltoztatása után is az eredeti fejlesztőket fel kell tüntetni. Ezzel szemben egy másik programcsomag licence azt követeli, hogy a módosított verzióban ne legyenek további megjelölésre vonatkozó követelmények. Mivel a két szoftvercsomag licencét egyszerre nem lehet kielégíteni, a két csomagból származó forráskódot nem lehet kombinálni, vagyis egy új szoftvercsomag kifejlesztésénél egyszerre felhasználni.
Még az úgynevezett szabad licencek között is, amelyeket az Open Source Initiative (OSI) közhasznú társaság vagy a Free Software Foundation véleményez és tart nyilván, vannak olyanok, amelyeknek licence nem kompatibilis egymással. Ennek megfelelően, hiába szabad az adott szoftvercsomagok szabad felhasználása, a forráskódot nem lehet kombinálni. Például a Mozilla Public License alatt terjesztett forráskód és a GNU General Public License alatt terjesztett forráskód (mindkét licencet az OSI és az FSF hagyta jóvá) nem kombinálható és terjeszthető olyan módon, hogy az ne sértse meg vagy a GPL vagy az MPL licencek előírásait.

## GPL kompatibilitás
A legtöbb nyílt forráskódú licenc, mint például a legelterjedtebb MIT-X licenc, a BSD licenc jelenlegi formájában, vagy a GNU LPGL licenc kompatibilis az 1989-ben kiadott, első általános szabad szoftver licenccel (GNU GPL). Ez azt jelenti, hogy az ilyen licenccel terjesztett szoftverek forráskódja szabadon felhasználható, kombinálható és terjeszthető a GPL licenc alatt. Azonban egyes szabad szoftver licencek nem kompatibilisek a GPL-el.